# Жан фон Щирум
Жан фон Щирум(на немски: Jan von Styrum; * 13 април 1567, Боркуло; † 16 ноември 1613, Терборг) е нидерландски наемник на испанска служба по време на Осемдесетгодишната война и от 1592 до 1597 г. щатхалтер на Грунло в Нидерландия.

## Биография
Той е вторият син на Херман Георг фон Лимбург-Щирум (1540 – 1574) и съпругата му графиня Мария фон Хоя (1534 – 1612), дъщеря на граф Йобст II фон Хоя и съпругата му Анна фон Глайхен. Братята му са Йобст († 1621), Ерик († 1630) и Херман († 1584).
През 1595 г. Жан фон Щирум успява при обсадата на град Гроенло против войската на Мориц Орански. През 1603 г. той става собственик на господството Виш и на Кастеел Виш, където премества своята войска. Мориц му разрешава да се засели в Гелдерланд.

## Фамилия
Йохан се жени на 26 май 1612 г. в дворец Виш в Терборг за графиня Валбурга Анна фон Даун-Фалкенщайн (* 3 ноември 1580: † 26 юни 1618, Амберг), дъщеря на Вирих VI. Бракът е бездетен. 